# Liste des présidents des Seychelles
Ce tableau recense les différents présidents de la république des Seychelles depuis son indépendance de la Couronne britannique le 29 juin 1976.

## Liste des titulaires
| N° | Portrait           | Titulaire (Naissance-mort)     | Élection    | Mandat           | Mandat                      | Mandat                     | Parti politique | Parti politique |
| N° | Portrait           | Titulaire (Naissance-mort)     | Élection    | Début            | Fin                         | Durée                      | Parti politique | Parti politique |
| -- | ------------------ | ------------------------------ | ----------- | ---------------- | --------------------------- | -------------------------- | --------------- | --------------- |
| 1  | James Mancham      | Sir James Mancham (1939-2017)  | —           | 29 juin 1976     | 5 juin 1977 (coup d'État)   | 11 mois et 7 jours         |                 | SDP             |
| 2  | France-Albert René | France-Albert René (1934-2019) | Coup d'État | 5 juin 1977      | 2 juillet 1979              | 26 ans, 10 mois et 9 jours |                 | SPPF            |
| 2  | France-Albert René | France-Albert René (1934-2019) | 1979        | 2 juillet 1979   | 18 juin 1984                | 26 ans, 10 mois et 9 jours |                 | SPPF            |
| 2  | France-Albert René | France-Albert René (1934-2019) | 1984        | 18 juin 1984     | 12 juin 1989                | 26 ans, 10 mois et 9 jours |                 | SPPF            |
| 2  | France-Albert René | France-Albert René (1934-2019) | 1989        | 12 juin 1989     | 26 juillet 1993             | 26 ans, 10 mois et 9 jours |                 | SPPF            |
| 2  | France-Albert René | France-Albert René (1934-2019) | 1993        | 26 juillet 1993  | 23 mars 1998                | 26 ans, 10 mois et 9 jours |                 | SPPF            |
| 2  | France-Albert René | France-Albert René (1934-2019) | 1998        | 23 mars 1998     | 4 septembre 2001            | 26 ans, 10 mois et 9 jours |                 | SPPF            |
| 2  | France-Albert René | France-Albert René (1934-2019) | 2001        | 4 septembre 2001 | 14 avril 2004 (démission)   | 26 ans, 10 mois et 9 jours |                 | SPPF            |
| 3  | James Michel       | James Michel (né en 1944)      | —           | 14 avril 2004    | 1er août 2006               | 12 ans, 6 mois et 2 jours  |                 | Lepep           |
| 3  | James Michel       | James Michel (né en 1944)      | 2006        | 1er août 2006    | 22 mai 2011                 | 12 ans, 6 mois et 2 jours  |                 | Lepep           |
| 3  | James Michel       | James Michel (né en 1944)      | 2011        | 22 mai 2011      | 20 décembre 2015            | 12 ans, 6 mois et 2 jours  |                 | Lepep           |
| 3  | James Michel       | James Michel (né en 1944)      | 2015        | 20 décembre 2015 | 16 octobre 2016 (démission) | 12 ans, 6 mois et 2 jours  |                 | Lepep           |
| 4  | Danny Faure        | Danny Faure (né en 1962)       | —           | 16 octobre 2016  | 26 octobre 2020             | 4 ans et 10 jours          |                 | US              |
| 5  | Wavel Ramkalawan   | Wavel Ramkalawan (né en 1959)  | 2020        | 26 octobre 2020  | en cours                    | 4 ans, 7 mois et 21 jours  |                 | LDS             |